# Списак општина са значајним уделом Мађара у Војводини
Следи списак општина у покрајини Војводина Србије, у којима етнички Мађари чине већину или значајну мањину (тј. чине преко 5% укупног становништва), према попису из 2011. године, поређан према проценту у локалном становништву. Мађари чине 3,53% укупног становништва Србије и 13% Војводине, где их већина живи.
Мађари су у региону присутни од средњег века и данас су највећа мањина у Војводини. Мађарски језик је један од шест службених језика у региону.
Нови Сад, иако не достиже границу од 5%, такође је наведен јер је међу местима који има највећи број Мађара на једном месту у Војводини и регионални је културно-просветни центар Мађара са мађарским језиком Новосадско позориште и Универзитет Новог Сада, који поред осталих мањинских одељења има и Одсек за мађарске студије.
| Насеље        | Мађарски назив   | Укупно становништво | Број мађарског становништва | % мађарског становништва |
| ------------- | ---------------- | ------------------- | --------------------------- | ------------------------ |
| Кањижа        | Magyarkanizsa    | 25,343              | 21,576                      | 85.14                    |
| Сента         | Zenta            | 23,316              | 18,441                      | 79.09                    |
| Ада           | Ada              | 16,991              | 12,750                      | 75.04                    |
| Бачка Топола  | Topolya          | 33,321              | 19,307                      | 57.94                    |
| Мали Иђош     | Kishegyes        | 12,031              | 6,486                       | 53.91                    |
| Чока          | Csóka            | 11,398              | 5,661                       | 49.67                    |
| Бечеј         | Óbecse           | 37,351              | 17,309                      | 46.34                    |
| Суботица      | Szabadka         | 141,554             | 50,469                      | 35.65                    |
| Нови Кнежевац | Törökkanizsa     | 11,269              | 3,217                       | 28.55                    |
| Темерин       | Temerin          | 28,287              | 7,460                       | 26.37                    |
| Србобран      | Szenttamás       | 16,317              | 3,387                       | 20.76                    |
| Житиште       | Begaszentgyörgy  | 16,841              | 3,371                       | 20.02                    |
| Нови Бечеј    | Törökbecse       | 23,925              | 4,319                       | 18.05                    |
| Нова Црња     | Magyarcsernye    | 10,272              | 1,819                       | 17.71                    |
| Сечањ         | Torontálszécsány | 13,267              | 1,691                       | 12.75                    |
| Кикинда       | Nagykikinda      | 59,453              | 7,270                       | 12.23                    |
| Сомбор        | Zombor           | 85,903              | 9,874                       | 11.49                    |
| Пландиште     | Zichyfalva       | 11,336              | 1,280                       | 11.29                    |
| Апатин        | Apatin           | 28,929              | 3,102                       | 10.72                    |
| Зрењанин      | Nagybecskerek    | 123,362             | 12,350                      | 10.01                    |
| Ковачица      | Antalfalva       | 25,274              | 2,522                       | 9.98                     |
| Ковин         | Kevevára         | 33,722              | 3,001                       | 8.90                     |
| Кула          | Kúla             | 43,101              | 3,412                       | 7.92                     |
| Ириг          | Ürög             | 10,866              | 762                         | 7.01                     |
| Бач           | Bács             | 14,405              | 958                         | 6.65                     |
| Врбас         | Verbász          | 42,092              | 2,464                       | 5.85                     |
| Тител         | Titel            | 15,738              | 822                         | 5.22                     |
| Нови Сад      | Újvidék          | 307,760             | 12,637                      | 4.11                     |